# 川崎市市民博物馆
川崎市市民博物馆（日语：川崎市市民ミュージアム），是位于日本神奈川县川崎市等等力绿地的一座包含博物馆在内的综合文化设施。

## 历史
川崎市市民博物馆于1988年开馆，包含展览川崎市历史、民俗方面资料的博物馆和收集、展览照片、漫画、宣传画、影像资料等内容为主的美术馆。作为工业城市川崎市的美术馆，还有许多与工业密切相关的作品计划，例如包豪斯和Bernd and Hilla Becher展览。相片部门为日本公立美术馆中首次设立，收藏有木村伊兵衛賞得奖作品等珍贵相片。漫画作品的收藏和策展方面，获得过2005年手冢治虫文化奖特别奖。此外还设有270余座的放映厅。
博物馆除了常规和特展外，还进行有影片放映、音乐会、演出、讲座等活动，并提供画廊、自修室等场地出租。
2019年10月，受到台风19号的影响，博物馆地下库房被洪水浸没，造成约23万件藏品受损，博物馆自此后处于休馆状态。